# System Fibonacciego
System Fibonacciego to binarny, pozycyjny system liczbowy, w którym poszczególnym pozycjom odpowiadają kolejne liczby Fibonacciego.
W zapisie liczby nie używa się pierwszych dwóch liczb z ciągu Fibonacciego (czyli zera i pierwszej z dwóch występujących w nim jedynek). Zaczynającemu się od 1 ciągowi cyfr 0 i 1 (tylko takich się używa) anan-1...a2 odpowiada liczba an⋅Fn + an-1⋅Fn-1 + ... + a2⋅F2.
Na przykład liczba zapisana w systemie Fibonacciego jako 1000F oznacza piątą liczbę w ciągu Fibonacciego czyli 5,
- 1000101F = F8+F4+F2 = 21+3+1 = 25
- 10010010F = F9+F6+F3 = 34+8+2 = 44

Taki sposób zapisu liczb nie byłby jednoznaczny (np. 100F = 11F), więc dodaje się wymaganie, by kolejne dwie liczby nie były jednocześnie jedynkami (dwie jedynki zastępujemy jedną na wcześniejszym miejscu …011… = …100…). W ten sposób otrzymujemy jednoznaczny zapis każdej liczby naturalnej.

## Modyfikacje

### Kompresja
W systemie Fibonacciego jedynkę zawsze poprzedza zero (z wyjątkiem pierwszego wyrazu) możemy zatem dopisać na początku zero i zastąpić pary cyfr 01 przez 1. Skracamy w ten sposób zapis liczby o tyle cyfr ile było jedynek poza pierwszą w standardowym kodzie.

### Kod Fibonacciego
W systemie Fibonacciego nigdy dwie jedynki nie występują na kolejnych miejscach, możemy zatem kolejne dwie jedynki uznać za dodatkowy symbol końca liczby. Daje nam to sposób zapisu ciągu liczb. W kodzie Fibonacciego liczby zapisujemy w porządku odwrotnym niż w systemie Fibonacciego i każdą z liczb kończymy jedynką. Przy odczytywaniu drugą z jedynek w parze traktujemy jako znak końca liczby.

#### Przykład
- 1000F = 5
- 1000101F = 25
- 10010010F = 44

„Odwracamy liczby” i otrzymujemy:
- 0001
- 1010001
- 01001001

Dopisujemy jedynki:
- 00011
- 10100011
- 010010011

Łączymy i otrzymujemy binarny ciąg 0001110100011010010011 kodujący ciąg liczb 5, 25, 44.